# Фенрир
Фенрир је, заједно са Хел и Јормундгардом, потомак Локијевог брака са џином Ангрбодом. Богови су одгајили вука у Асгарду, али је само Тoр имао храбрости да га храни. На несрећу, вук је све више растао док га ништа није могло држати. Коначно, патуљци су направили ланац од корена планине, тишине мачке и даха рибе. Да би намамио Фенрира да приђе довољно близу да га завежу, Тир је понудио руку, а Фенрир му је одгризао, када су га патуљци оковали. Фенрир је тада почео да завија, све док му богови нису углавили мач у уста.
У Рагнароку, Фенриру је суђено да сломи своје ланце и убије Одина.